# Fresno de Caracena
Fresno de Caracena es un municipio y localidad española de la provincia de Soria, en la comunidad autónoma de Castilla y León. El término municipal tiene una población de 19 habitantes (INE 2024).

## Geografía
Forma parte de la comarca de  Tierras del Burgo y del partido judicial del Burgo de Osma. Desde el punto de vista jerárquico de la Iglesia católica forma parte de la diócesis de Osma la cual, a su vez, pertenece a la archidiócesis de Burgos. La localidad  se encuentra situada a unos 65 km al suroeste de la capital provincial, en el Marquesado de Berlanga. Está situada en la Ruta de la Lana.

## Historia
Tras la reconquista, la aldea quedó adscrita al Alfoz de Gormaz hasta el siglo XVII en que obtuvo la independencia a través del título de Villa, pasando a pertenecer al señorío de los Marqueses de Berlanga. 
En el censo de 1789, ordenado por el conde de Floridablanca,  figuraba como villa eximida en la intendencia de Soria, entonces conocido como Fresno, con jurisdicción de señorío y bajo la autoridad del alcalde ordinario de señorío, nombrado por el duque de Frías. Contaba con 252 habitantes.
A la caída del Antiguo Régimen la localidad se constituyó en municipio constitucional, conocido entonces como Fresno, en la región de Castilla la Vieja, partido de El Burgo de Osma  que en el censo de 1842 contaba con 52 vecinos y 210 almas. A mediados del siglo XIX, la villa tenía contabilizadas 50 casas. Aparece descrita en el octavo volumen del Diccionario geográfico-estadístico-histórico de España y sus posesiones de Ultramar de Pascual Madoz de la siguiente manera: 

FRESNO: v. con ayunt. en la prov.de Soria (11 leg.), part. jud. de El Burgo de Osma, residencia del diocesano (3), aud. terr. y c. g. de Burgos (23): sit. en una deh. entre un r. llamado Grande, y una acequia; goza de buena ventilacion escepto por el O., y su clima es propenso á tercianas y cuartanas por la abundancia de aguas: tiene 50 casas; la consistorial; 3 pósitos pios que reunen un fondo de 122 fan. 5 celemines y 1/2 de centeno; escuela de instruccion primaria frecuentada por 28 alumnos de ambos sexos, á cargo de un maestro dotado con 12 fan. de centeno; una posada pública; una fuente de buenas aguas construida en 1842; una igl. parr. de primer ascenso (la Asuncion) servida por un cura de provision ordinaria en concurso; el cementerio se halla fuera de la pobl. en parage que no ofende á la salubridad pública, é inmediata á las casas hay una ermita (la Soledad) térm.: confina N. Navapalos é Inés; E. Villanueva; S. Sta. Maria del Val, y O. desp. de San Juan de Adanta: el terreno participa de montuoso y llano, en lo general es de inferior calidad, no obstante el riego que proporcionan el mencionado r. y el Adanta, que tambien atraviesa la jurisd.; hay una deh., un monte robledal, un plantío y varios huertos. caminos: ademas de los locales, atraviesan la v. 2 que desde San Esteban y Ayllon dirigen á Aragon y Atienza. correo: se recibe y despacha en la adm. del Burgo. prod.: trigo, centeno, cebada, patatas, hortalizas y alguna fruta; se cria ganado lanar y cabrio, y caza de diferentes especies. ind.: la agricola y un molino harinero. comercio: está reducido á la importacion de los cereales que faltan, y los demas art. de consumo que no produce el terreno. pobl.: 52 vec., 210 alm. cap. imp.: 49,557 rs. presupuesto municipal: 1,498 rs., se cubre con lo que producen en arrendamiento, la posada y molino, correspondientes á los propios y en caso de déficit se hace un repartimiento vecinal.
(Madoz, 1847, p. 187)

## Demografía
Cuenta con una población de 19 habitantes (INE 2024).
| Gráfica de evolución demográfica de Fresno de Caracena entre 1842 y 2021                                                                                             |
| |
| Población de derecho según los censos de población del INE Población de hecho según los censos de población del INEEn estos censos se denominaba Fresno: 1842 y 1857 |

## Patrimonio
En la localidad hay una iglesia bajo la advocación de la Asunción y aún se conserva un rollo-picota.

## Personas notables
En esta localidad vivió el sacerdote Per Abbat, posible autor o copista del Cantar de mio Cid, que según Menéndez Pidal tiene dos autores, uno de Medinaceli y otro de San Esteban de Gormaz.